# Підуруталагала
Підуруталагала або Гора Педро (синг. පිදුරුතලාගල, у перекладі — «Циновочна гора», там. பிதுருதலாகலை, англ. Mount Pedro) — гора у Центральному гірському масиві   Шрі-Ланки. Розташована у Центральній провінції північніше міста Нувара-Елія. Найвища точка країни, висота вершини 2524 м. У переліку найвищих точок країн світу займає 102-е місце.
Форма вершини — куполовидна. Гора складена переважно гранітами і гнейсами, схили гори вкриті лісом.
Гора є закритою зоною, де встановлено обладнання військового та урядового зв'язку, телевізійні ретранслятори, а також розташовуються радіолокаційні підрозділи армії Шрі-Ланки.
У 1911 році німецький письменник Герман Гессе описав своє сходження до вершини Підуруталагали у кінці подорожі по Індії і Цейлону. 

## Посилання

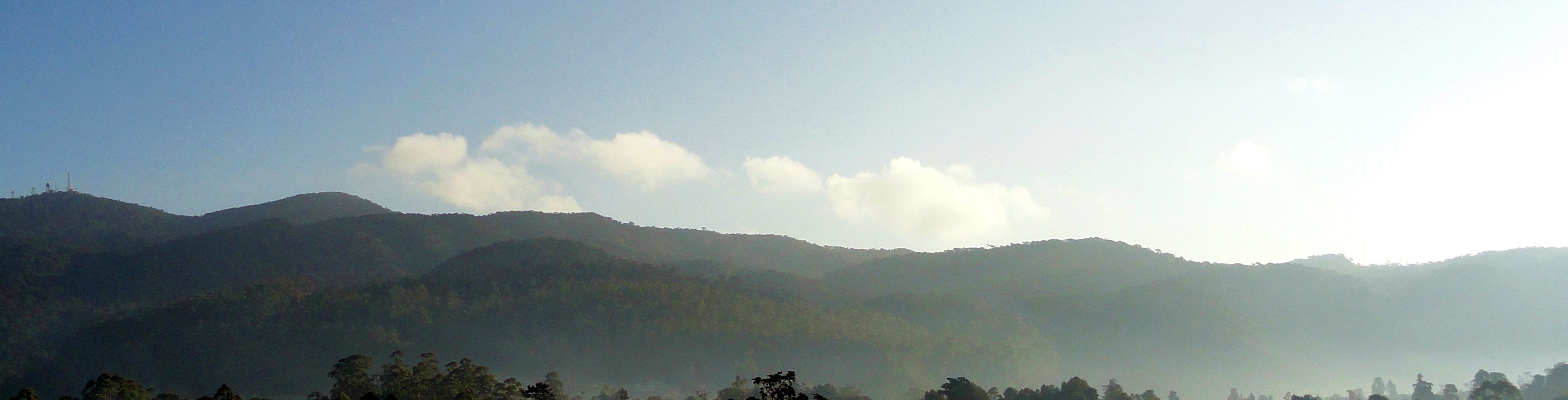
Панорамний вид на гору Підуруталагала і навколишні гори